# Primavera Sound

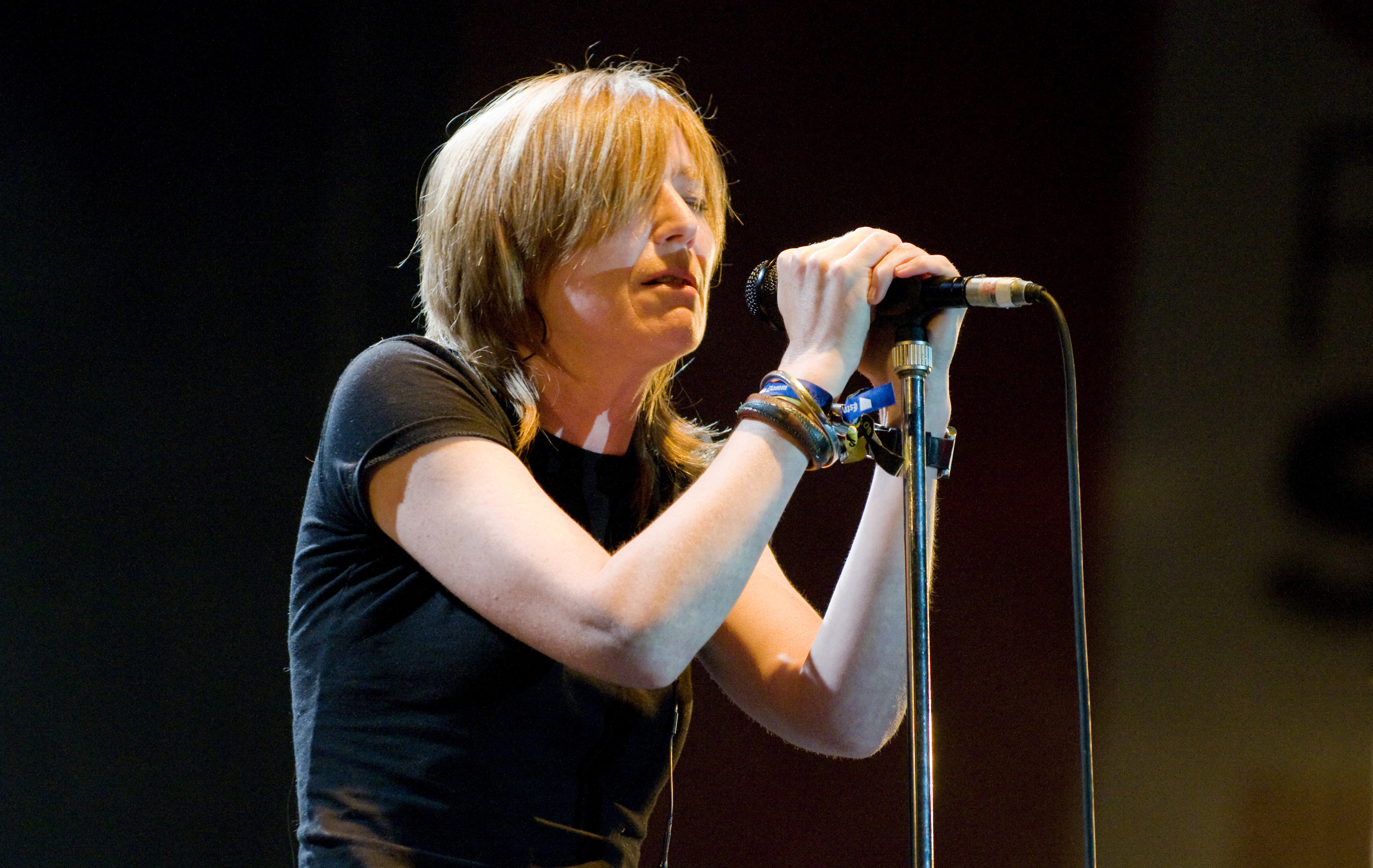
Portishead beim Primavera Sound 2008

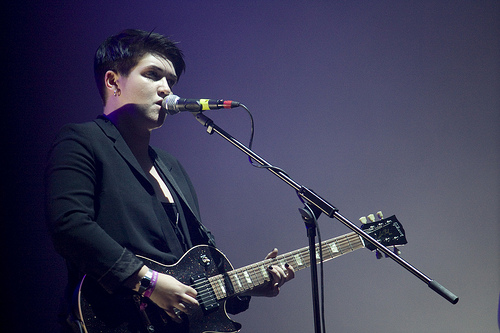
The xx beim Primavera Sound 2010

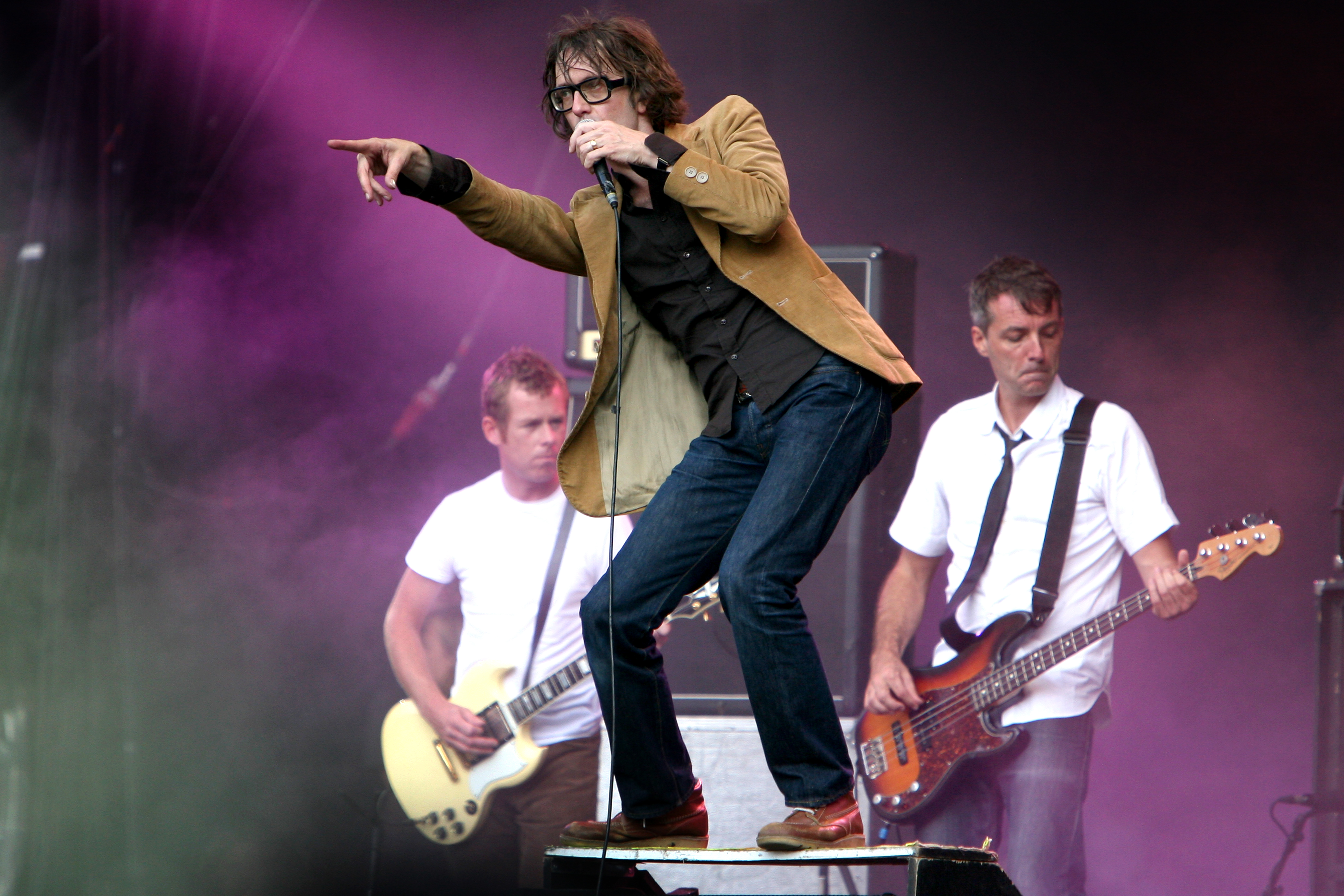
Pulp beim Primavera Sound 2011

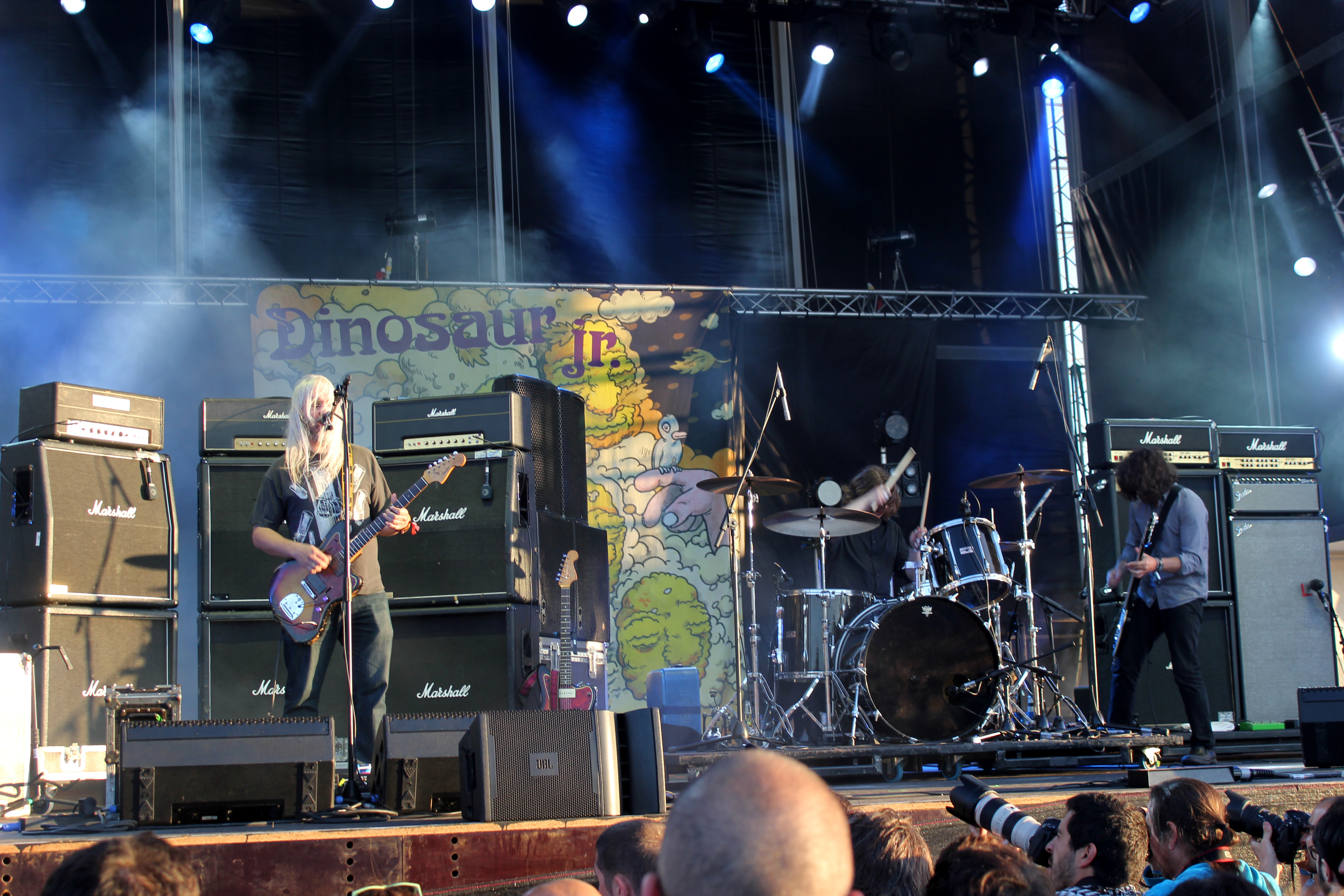
Dinosaur Jr. beim Primavera Sound 2013

Primavera Sound ist ein Open-Air-Festival in Barcelona.
Das Festival fand erstmals 2001 im Freilichtmuseum Poble Espanyol statt. Etwa 8.000 Zuschauer konnten Acts wie Armand Van Helden und Faze Action erleben. Die folgenden Jahre stiegen die Zuschauerzahlen. 2005 zog man in das neugebaute Freigelände Parc del Fórum um. Ab 2010 hatte man stets über 100.000 Besucher an bis zu fünf Veranstaltungstagen. Seit 2012 gibt es ein Partnerfestival in der  portugiesischen Stadt Porto.
Zur Durchsetzung der Geschlechtergerechtigkeit bucht das Festival seit 2019 etwa 50 % Künstlerinnen.
2020 und 2021 musste das Festival wegen der COVID-19-Pandemie abgesagt werden. Die nächste Ausgabe fand im Jahr 2022 an 2 Wochenenden statt. Des Weiteren wurden weitere Festivals in Los Angeles, Buenos Aires, Santiago de Chile und Sao Paulo für dasselbe Jahr geplant.

## Künstler (Auswahl)
- 2001: Armand Van Helden, Le Hammond Inferno, Faze Action
- 2002: Pulp, Tindersticks, Aphex Twin, The Moldy Peaches
- 2003: Belle and Sebastian, Sonic Youth, The White Stripes, Yo La Tengo
- 2004: Pixies, PJ Harvey, Primal Scream, Franz Ferdinand
- 2005: New Order, The Stooges, Gang of Four, Psychic TV
- 2006: Lou Reed, Motörhead, Animal Collective, Deerhoof
- 2007: Smashing Pumpkins, Wilco, Patti Smith, Maxïmo Park
- 2008: Portishead, MGMT, Public Enemy, Vampire Weekend
- 2009: My Bloody Valentine, Saint Etienne, Neil Young
- 2010: Pixies, The xx, Matt & Kim, Pet Shop Boys
- 2011: Caribou, Echo & the Bunnymen, The National, Pulp
- 2012: Refused, Napalm Death, Marianne Faithfull, The Cure
- 2013: Phoenix, Blur, The Postal Service, Tame Impala
- 2014: Arcade Fire, Nine Inch Nails, Queens of the Stone Age
- 2015: The Strokes, Einstürzende Neubauten, Tori Amos, Underworld
- 2016: Radiohead, LCD Soundsystem, Suede, Sigur Rós
- 2017: The XX, Arcade Fire, Pond, Grace Jones
- 2018: Björk, Nick Cave, Arctic Monkeys, Chvrches
- 2019: Erykah Badu, Severed Heads, Solange, Tame Impala, Miley Cyrus, Future
- 2022 (Wochenende 1 & 2): Dua Lipa, Nick Cave and the Bad Seeds, Pavement, The Strokes, Megan Thee Stallion, Tame Impala, Disclosure, Tyler, The Creator, Slowdive, Beck, Charli XCX, Phoenix, Caribou, Jamie XX, Rina Sawayama, Peggy Gou, Autechre, Idles, Dreamcatcher